# Ристич, Драган
Дра́ган Ри́стич (серб. Драган Ристић; род. 1948, Ниш) — сербский поэт, литератор и переводчик, преподаватель немецкого языка.

## Биография
Драган Ристич родился в 1948 году в г. Ниш. Закончил Филологический факультет и аспирантуру Белградского университета, где специализировался по германистике. Член Союза литераторов Сербии. Пишет прозу, сатиру, афоризмы, поэзию хайку, рецензии, эссе, литературную критику. Занимается литературным переводом. Имеет сотни переводов, опубликованных в журналах и газетах. Подготовил и перевел несколько книг. Представлен в многочисленных антологиях. Обладатель многих литературных премий, как сербских, так и зарубежных. Его произведения переведены на японский, английский, немецкий, итальянский, французский, русский, словенский и македонский языки. С 1996 года является главным и ответственным редактором журнала «Хаику новине». Хайку Ристича переведены на тринадцать языков. Проживает в городе Ниш, где и работает преподавателем немецкого языка.

## Переводы произведений немецких писателей на сербский язык
- «Антология самого короткого немецкого рассказа» — подготовил и перевел (издатель «Орбис», 1993 г.)
- «Голем» — Густав Майринк, редактура (1993 г.)
- «Рассказы о господине Койнере» — Бертольт Брехт (издатель «Орбис», 1994 г.)
- «Записки 1992-93» — Элиас Канетти (издатель «Народная книга», 2000 г.)

## Переводы произведений сербских писателей на немецкий язык
- «Роза ветров» — группа авторов (2003 г.)
- «Продвижение месяца» — Верица Живкович (2004 г.)
- «Далёкие птицы» — группа авторов (2007 г.)

## Сборники рассказов
- «Калоши и кафедральные соборы — 88 самых коротких рассказов» (издатель «Зограф», 2003 г.)
- «Стоит помучиться — 99 новелл» (издатель «Мали Немо», 2004 г.)
- «Заставки» (в соавторстве ещё с пятью писателями) (2004 г.)
- «Современные анекдоты» (в соавторстве ещё с четырьмя писателями) (2006 г.)

## Сборники поэзии хайку
- «Из дневника одного хайдзина» («Просвещение», 1995)
- «Букашки в голове» («Пунта», 2000)
- «Пчела в целлофане» («Пунта», 2001)
- «Сверчок в цветочном горшке» («Пунта», 2002)
- «Роза ветров» — на английском, сербском, немецком и французском языках («Пунта», 2003)
- «Урок сотворения чуда» (издатель «Апостроф», 2004)
- «Бессознательное» (издатель «Пунта», 2007)